# Agyneta dynica
Agyneta dynica là một loài nhện trong họ Linyphiidae.
Loài này thuộc chi Agyneta. Agyneta dynica được Michael Ilmari Saaristo & Koponen miêu tả năm 1998.